# حکم: قانون شکن
حکم: قانون شکن (به انگلیسی: The Warrant: Breaker's Law) یک فیلم آمریکایی وسترن محصول سال ۲۰۲۳ است. این دنباله فیلم «حکم» است و نیل مک دونا در نقش کلانتر جان بریکر بازمی‌گردد.
تریلر این فیلم در اوایل سال ۲۰۲۳ منتشر شد. قبل از اینکه در وودو در آوریل ۲۰۲۳ منتشر شود. در سال ۲۰۲۳ نامزد دریافت جایزه پوره طلایی در بخش داستان شد.

## طرح
داستان از فیلم اصلی ادامه می‌یابد و زندگی جان بریکر با بازی نیل مک دونا قسمت بعدی حرفه بریکر در دهه ۱۸۷۰ می‌گذرد و او اکنون به عنوان مارشال فدرال خدمت می‌کند. او با دوست خوب و معاون مارشال، بوگل بیرکلاو، راهی می‌شود تا حکمی را به هنری برونسون تحویل دهد. برونسون پس از سال‌ها فعالیت جنایتکارانه، سال‌ها را صرف طفره رفتن از مقامات کرد. پس از دستگیری برونسون، آنها سفر را آغاز می‌کنند تا او را به مارشال محلی تحویل دهند. بعد از اینکه متوجه می‌شوند برونسون برادر قانون‌شکن بدنام، یول برونسون است، همه چیز طبق برنامه پیش نمی‌رود.
یول برونسون (با بازی درموت مولرونی) مرتباً شهری که مارشال محلی در آن مستقر است.

## بازیگران
- رموت مولرونی در نقش یول برونسون
- بروس باکسلایتنر در نقش قاضی تادئوس
- نیل مک دونا در نقش جان بریکر
- نیک سیرسی در نقش سرهنگ دریج
- جکسون کلی در نقش بریگ فارکوس
- امی هارگریوز در نقش شارلوت[۸]
- گریگوری کروز در نقش بوگل بیرکلاو
- تام پراکتور در نقش روگ واتسون
- جان پاتریک جردن در نقش روفوس مک گیلیکودی
- پریما آپولینااره در نقش فرانچسکا[۹]

## انتشار و تمجید
قانون شکن به طور رسمی در وودو در ۱۸ آوریل ۲۰۲۳ منتشر شد.تاریخ انتشار دی وی دی برنامه ریزی شده آن ۳۰ می ۲۰۲۳ است.
در می ۲۰۲۳، قانون شکن برای جایزه پوره طلایی در بخش داستان در جشنواره تلویزیونی مونت کارلو نامزد دریافت جایزه شد.